# Mercedes-Benz L 326
Der Mercedes-Benz L 326 ist ein schwerer Lastkraftwagen der Daimler-Benz AG, der von 1956 bis 1958 im Mercedes-Benz-Werk Gaggenau produziert wurde. Er basiert auf dem L 6600. Zunächst nur in Langhauberausführung als Fahrgestell L 326, Kipper LK 326 und Zugmaschine LS 326 gebaut, wurde ab 1957 als LP 326 auch ein Frontlenker angeboten (Nachfolger vom LP 315). Bereits 1958 wurde aufgrund der Seebohm’schen Gesetze die Produktion wieder eingestellt. Im Gegensatz zum schwächeren L 315 gibt es (offiziell) keinen allradgetriebenen L 326. Allerdings wurden nachweislich mehrere L 326 für verschiedene Feuerwehren mit Allradantrieb hergestellt, von denen mindestens 2 noch existieren. Die Hauber wurden auf dem ausländischen Markt durch die Typen L 332 und L 334 ersetzt, auf dem inländischen Markt ab 1960 durch den L 334. Der Frontlenker LP 326 wurde auf dem deutschen Markt ab 1958 vom LP 333 abgelöst.

## Modelle
Es wurden vier verschiedene Modelle gebaut, alle mit Hinterradantrieb:
- L 326 (Basismodell, Fahrgestell, 1956–1958)
- LK 326 (Kipper, 1956–1958)
- LS 326 (Zugmaschine, 1956–1958)
- LP 326 (Frontlenker-Lkw, Fahrgestell und Pritsche, 1957–1958)

## Technik

### Fahrgestell und Kraftübertragung
Der L 326 ist ein zweiachsiger schwerer Lastwagen mit einem aus U-Profilen zusammengesetzten Leiterrahmen mit genieteten Querträgern. Vordere und hintere Starrachsen sind an längsgerichteten Blattfedern (oder Halbblattfedern bei Kippern) aufgehängt, die Vorderachse hat außerdem zwei hydraulische Teleskopstoßdämpfer, an der Hinterachse sind zusätzlich zwei progressiv wirkende Zusatzfedern eingebaut. Während die Vorderachse einfach bereift ist, ist die Hinterachse zwillingsbereift. Die Räder sind Stahlblechscheibenräder mit Schrägschulterfelgen der Größe 8–20, auf die Reifen der Dimension 11–20 eHD in verstärkter Ausführung aufgezogen sind. Eine Westinghousebremse-Luftdruckbremse von Mercedes-Benz wirkt auf alle vier Räder. Die Lenkung ist eine Gemmer-Lenkung des Typs ZF GD 68 mit ungeteilter Spurstange. Der L 326 wurde ausschließlich als Linkslenker gebaut. Auf dem Fahrgestell ist entweder ein klassisches Haubenlenkerfahrerhaus oder ein Frontlenkerfahrerhaus aufgebaut.
Die Kraft wird vom Dieselmotor über eine Einscheibenreibungskupplung des Typs Fichtel & Sachs G 70 KR auf das stehend eingebaute, unsynchronisierte Sechsgangklauenschaltgetriebe des Typs ZF AK 6-70 übertragen. Fahrzeuge mit Kipperaufbau haben am Getriebe zusätzlich einen Antrieb für die Kipper-Ölpumpe. Vom Getriebe wird die Kraft über eine zweiteilige Gelenkwelle auf ein Spiralkegelrad-Achsgetriebe an der Hinterachse übertragen. Allradantrieb gab es für den L 326 nicht.

### Motor
Der Motor des Typs Mercedes-Benz OM 326.I ist ein Sechszylinder-Reihen-Vorkammer-Dieselmotor mit Wasserkühlung und vier hängenden Ventilen. Er ist auf dem Rahmen pendelnd in vier Gummilagern aufgehängt. Das geteilte Kurbelgehäuse aus Grauguss ist mit dem ebenfalls aus Grauguss hergestellten Zylinderblock vergossen. Bei einer Zylinderbohrung von 128 mm und einem Kolbenhub von 140 mm hat der Motor einen Gesamthubraum von 10809 cm³. In den Zylindern laufen geschmiedete Leichtmetallkolben von Mahle mit vier Kompressionsringen und zwei Ölabstreifringen; ein Kompressionsring ist verchromt. Die Kraft wird über Doppel-T-Pleuel auf die geschmiedete Kurbelwelle übertragen, die siebenfach in Gleitlagern gelagert sowie gehärtet ist. Sie hat Gegengewichte und einen Schwingungsdämpfer.
Die Kurbelwelle treibt über schrägverzahnte Stirnräder die im Kurbelgehäuse liegende Nockenwelle an. Sie betätigt über Stößel, Stoßstangen und Kipphebel je Zylinder zwei Ein- und zwei Auslassventile, die senkrecht im Zylinderkopf hängen. Der Motor hat sechs einzelne Zylinderköpfe, die mit einer asbesthaltigen Zylinderkopfdichtung zum Motorblock hin abgedichtet sind.
Der Kraftstoff wird von einem zweistufigen Kraftstofffilter gereinigt, dessen erste Stufe ein Filzrohrfilter und die zweite ein Micronikfilter ist. Dann wird er von einer Blockeinspritzpumpe des Typs Bosch PES 6 A 90 B 410 RS 283/7 durch die Einspritzdüsen des Typs Bosch DNO SD 211 in die Vorkammern eingespritzt. Die Einspritzpumpe wird von einem Fliehkraftregler gesteuert. Die angesaugte Luft wird von zwei Papierfiltern gereinigt und über ein gemeinsames Saugrohr aus Leichtmetall für alle sechs Zylinderköpfe den Brennräumen zugeführt. Der Motor hat eine Druckumlaufschmierung mit Temperaturregler; das Öl wird von einem Filter im Hauptstrom und einem Feinfilter gereinigt. Er hat Wasserkühlung mit Rippenrohrkühler, die von einem Steuerthermostat geregelt wird. Ein Ventilator bläst die Abwärme fort.

## Technische Daten 1957
|                                    | L 326                                                                                            | LK 326                                                                                           | LP 326                                                                                           | LP 326                                                                                           | LS 326                                                                                           |
| Maße, Gewichte                     |                                                                                                  |                                                                                                  |                                                                                                  |                                                                                                  |                                                                                                  |
| Länge (mm)                         | 8835                                                                                             | 7440                                                                                             | 8700                                                                                             | 7585                                                                                             | 6180                                                                                             |
| Breite (mm)                        | 2500                                                                                             | 2500                                                                                             | 2500                                                                                             | 2420                                                                                             | 2500                                                                                             |
| Höhe (mm)                          | 2520                                                                                             | 2520                                                                                             | 2910                                                                                             | 2840                                                                                             | 2520                                                                                             |
| Radstand (mm)                      | 5200                                                                                             | 4600                                                                                             | 5200                                                                                             | 4600                                                                                             | 3600                                                                                             |
| Leergewicht (kg)                   | 6400                                                                                             | 6680                                                                                             | 7100                                                                                             | 6800                                                                                             | 4550                                                                                             |
| Maximale Zuladung (kg)             | 8600                                                                                             | 8320                                                                                             | 8900                                                                                             | 9200                                                                                             | 9200                                                                                             |
| Antriebsstrang                     |                                                                                                  |                                                                                                  |                                                                                                  |                                                                                                  |                                                                                                  |
| Kupplung                           | Fichtel & Sachs G70 KR                                                                           | Fichtel & Sachs G70 KR                                                                           | Fichtel & Sachs G70 KR                                                                           | Fichtel & Sachs G70 KR                                                                           | Fichtel & Sachs G70 KR                                                                           |
| Getriebe                           | ZF AK 6-70, 2.–6. Gang geräuscharm, nicht synchronisiert                                         | ZF AK 6-70, 2.–6. Gang geräuscharm, nicht synchronisiert                                         | ZF AK 6-70, 2.–6. Gang geräuscharm, nicht synchronisiert                                         | ZF AK 6-70, 2.–6. Gang geräuscharm, nicht synchronisiert                                         | ZF AK 6-70, 2.–6. Gang geräuscharm, nicht synchronisiert                                         |
| Getriebeübersetzungen              | 1. Gang: 7,35 2. Gang: 4,3 3. Gang: 2,69 4. Gang: 1,65 5. Gang: 1,0 6. Gang: 0,678 R. Gang: 6,27 | 1. Gang: 7,35 2. Gang: 4,3 3. Gang: 2,69 4. Gang: 1,65 5. Gang: 1,0 6. Gang: 0,678 R. Gang: 6,27 | 1. Gang: 7,35 2. Gang: 4,3 3. Gang: 2,69 4. Gang: 1,65 5. Gang: 1,0 6. Gang: 0,678 R. Gang: 6,27 | 1. Gang: 7,35 2. Gang: 4,3 3. Gang: 2,69 4. Gang: 1,65 5. Gang: 1,0 6. Gang: 0,678 R. Gang: 6,27 | 1. Gang: 7,35 2. Gang: 4,3 3. Gang: 2,69 4. Gang: 1,65 5. Gang: 1,0 6. Gang: 0,678 R. Gang: 6,27 |
| Höchstgeschwindigkeit              | 75,5 km/h                                                                                        | 75,5 km/h                                                                                        | 70 km/h                                                                                          | 70 km/h                                                                                          | 75,5 km/h                                                                                        |
| Motor                              |                                                                                                  |                                                                                                  |                                                                                                  |                                                                                                  |                                                                                                  |
| Typ                                | Reihen-Sechszylinder-Viertakt-Vierventil-Vorkammer-Dieselmotor                                   | Reihen-Sechszylinder-Viertakt-Vierventil-Vorkammer-Dieselmotor                                   | Reihen-Sechszylinder-Viertakt-Vierventil-Vorkammer-Dieselmotor                                   | Reihen-Sechszylinder-Viertakt-Vierventil-Vorkammer-Dieselmotor                                   | Reihen-Sechszylinder-Viertakt-Vierventil-Vorkammer-Dieselmotor                                   |
| Motorbezeichnung                   | Mercedes-Benz OM 326.I                                                                           | Mercedes-Benz OM 326.I                                                                           | Mercedes-Benz OM 326.I                                                                           | Mercedes-Benz OM 326.I                                                                           | Mercedes-Benz OM 326.I                                                                           |
| Bohrung × Hub                      | 128 × 140 mm                                                                                     | 128 × 140 mm                                                                                     | 128 × 140 mm                                                                                     | 128 × 140 mm                                                                                     | 128 × 140 mm                                                                                     |
| Hubraum                            | 10809 cm³                                                                                        | 10809 cm³                                                                                        | 10809 cm³                                                                                        | 10809 cm³                                                                                        | 10809 cm³                                                                                        |
| Nennleistung                       | 147 kW (200 PS) bei 2200 min−1                                                                   | 147 kW (200 PS) bei 2200 min−1                                                                   | 147 kW (200 PS) bei 2200 min−1                                                                   | 147 kW (200 PS) bei 2200 min−1                                                                   | 147 kW (200 PS) bei 2200 min−1                                                                   |
| Maximales Drehmoment               | 686 Nm (70 kpm) bei 1300 min−1                                                                   | 686 Nm (70 kpm) bei 1300 min−1                                                                   | 686 Nm (70 kpm) bei 1300 min−1                                                                   | 686 Nm (70 kpm) bei 1300 min−1                                                                   | 686 Nm (70 kpm) bei 1300 min−1                                                                   |
| Verdichtungsverhältnis             | 20;5:1                                                                                           | 20;5:1                                                                                           | 20;5:1                                                                                           | 20;5:1                                                                                           | 20;5:1                                                                                           |
| Zündfolge                          | 1-5-3-6-2-4                                                                                      | 1-5-3-6-2-4                                                                                      | 1-5-3-6-2-4                                                                                      | 1-5-3-6-2-4                                                                                      | 1-5-3-6-2-4                                                                                      |
| Motormasse                         | 805 kg                                                                                           | 805 kg                                                                                           | 805 kg                                                                                           | 805 kg                                                                                           | 805 kg                                                                                           |
| Glühkerze                          | Bosch KE/GA 1/20/Beru 340 G (26 W)                                                               | Bosch KE/GA 1/20/Beru 340 G (26 W)                                                               | Bosch KE/GA 1/20/Beru 340 G (26 W)                                                               | Bosch KE/GA 1/20/Beru 340 G (26 W)                                                               | Bosch KE/GA 1/20/Beru 340 G (26 W)                                                               |
| Kraftstoffverbrauch nach DIN 70030 | 21,7 l / 100 km                                                                                  | 21,7 l / 100 km                                                                                  | 21 l / 100 km                                                                                    | 21,7 l / 100 km                                                                                  | Abhängig vom Auflieger                                                                           |